# 星战 (古巨基)
《星戰》是香港歌手古巨基的錄音室專輯，2005年10月20日由金牌娛樂發行。

## 簡介
這張專輯共收錄十一首新歌，前十首的歌名乍看之下，是1970至90年代的粵語經典流行歌曲－然而，這並不是一張翻唱專輯。為了向香港樂壇致敬，製作單位借用了這些經典歌曲的歌名，再重新作曲及填詞。新曲中的部分歌詞亦有和原曲相對應。（註︰麥浚龍《情感的廢墟》、謝安琪《偷情的禮儀》則是另一種致敬方式）
專輯中第一首發表的歌曲為《Monica》，本是張國榮的經典舞曲，但在重新作曲後變為慢板情歌。MV中與香港小姐冠軍曹敏莉飾演情侶。
另一首主打歌為《天才與白痴》，MV邀得吳佩慈客串演出。
2005年度亞洲遊戲展，古巨基被委任為亞洲遊戲展大使。專輯中的《明星》成為大會主題曲，MV中更加入PS2遊戲俠盜銀河的畫面。為了配合大會主題，一間英國遊戲公司更為他度身訂造了「銀河獵人」的造型，並成為本張專輯的封面。

## 曲目
| 曲序 | 曲目                                     | 作曲                 | 编曲               |
| ---- | ---------------------------------------- | -------------------- | ------------------ |
| 1.   | 天才與白痴（監製：古巨基、張佳添）       | 張佳添、鄭汝森       | 張佳添、BC、鄭汝森 |
| 2.   | 一生何求                                 | 陳志豪               | Ted Lo             |
| 3.   | 純真傳說（監製：曹雪芬、韋懋騰）         | 曹雪芬、韋懋騰       | 陶喆               |
| 4.   | 輪流轉                                   | 馮穎琪               | BC                 |
| 5.   | 夢中人                                   | 古巨基、雷頌德、側田 | 雷頌德             |
| 6.   | 明星（亞洲遊戲展暨數碼娛樂展2005主題曲） | 古巨基、雷頌德、側田 | Ted Lo             |
| 7.   | 還是覺得你最好                           | 伍卓賢               | Ted Lo             |
| 8.   | 當年情                                   | 陳台証               | 陳台證             |
| 9.   | 甜蜜蜜                                   | 雷頌德               | 雷頌德             |
| 10.  | Monica                                   | 陳熙                 | 陳熙               |
| 11.  | 星戰                                     | 張佳添、龔煥榮       | 曹雪芬、韋懋騰     |

## 歌曲成績

### 派台歌四台成績
| 歌曲       | 903 專業推介 | RTHK 中文歌曲龍虎榜 | 997 勁爆流行榜 | TVB 勁歌金榜 |
| ---------- | ------------ | ------------------- | -------------- | ------------ |
| 夢中人     | 1            | 1                   | 1              | 1            |
| 天才與白痴 | 1            | 1                   | (1)            | 1            |
| 明星       | 1            | 3                   | 1              | -            |
| 一生何求   | 5            | 6                   | 3              | 2            |

粗體表示四台冠軍歌

### 歌曲獲獎及提名
四大電子傳媒
- 2005勁歌金曲優秀選第二回 - 得獎歌曲《夢中人》
- 2005勁歌金曲優秀選第三回 - 得獎歌曲《天才與白痴》
- 2006勁歌金曲優秀選第一回 - 得獎歌曲《一生何求》
- 2005年度新城勁爆頒獎禮 - 勁爆歌曲大獎 《天才與白癡》
- 2005年度新城勁爆頒獎禮 - 勁爆播放指數大獎 《天才與白癡》
- 2005年度叱咤樂壇流行榜頒獎典禮 - 專業推介 叱咤十大 第二位 《天才與白痴》
- 2005年度十大勁歌金曲頒獎典禮 - 十大勁歌金曲 《天才與白痴》
- 2005年度十大勁歌金曲頒獎典禮 - 四台聯頒歌曲獎《天才與白痴》
- 第二十八屆十大中文金曲頒獎禮 - 十大金曲 《天才與白痴》

其他媒介
- 2005金曲金榜頒獎禮：金曲金獎《天才與白癡》
- 2005金曲金榜頒獎禮：十大金曲《天才與白癡》
- 2005雅虎搜尋人氣頒獎禮：人氣歌曲《MONICA》、《天才與白癡》
- 2005年度第一屆RoadShow至尊音樂頒獎禮 - 至尊歌曲 《天才與白痴》
- 2005SINA Music樂壇民意指數頒獎禮 - 我最喜愛至尊金曲 《天才與白痴》
- 2005SINA Music樂壇民意指數頒獎禮 - 我最喜愛視聽金曲 《天才與白痴》
- 2005年度9+2音樂先鋒榜頒獎禮：最受歡迎k歌《天才與白痴》

### 專輯獲獎及提獎
- 2005年度IFPI十大銷量廣東唱片[1]